# 槍術
槍術（そうじゅつ）は、槍で戦う武術である。鑓術、鎗術とも書く。

## 歴史

### 起源
日本では、平安時代中期以降に主流だった薙刀の後を追うような形で鎌倉時代末期から南北朝時代にかけて槍が生まれ、雑兵（足軽）用として発達していたが、応仁の乱の後、次第に武将も使うようになり、武芸としての槍術が発達していった。
また武将が使う中で、槍自体も使い手の好みによって改良が重ねられ、普通の素槍一種類から、穂（刃部）が長い大身槍、穂の根元が分岐している鎌槍（分岐の形状によって、片鎌槍や「十文字槍」と呼ばれる事の多い両鎌槍などに分類される）、柄の上部に鉄製の横手がある鍵槍、柄に可動性の管を装着して、「手で扱く」ような動きで突き出し易くした管槍、弓の弭（はず）に被せ式の穂を装着した弭槍、柄が短い手突槍など、さまざまな種類が生まれた。

### 安土桃山時代
槍術の初期では、兵法の一科として槍を使用している。代表的なのは新当流で、飯篠盛近により広められている。安土桃山時代に入ると槍は薙刀よりも広く普及し始め、槍術も専門流派が出始めた。素槍では無辺流・五坪流・伊岐流・本間流・大島流・竹内流、鎌槍の宝蔵院流、鍵槍の内海流・佐分利流、管槍を創始した伊東流などである。

### 江戸時代
江戸時代に入ると槍は武士の家門を表す道具となり、槍術は飛躍的に発達、新流派が勃興した。元和年間から寛文年間にかけて、主な流派が出揃っていった。しかし元禄期以降、槍術は古格を重んじて閉鎖的・守勢的な状況になり、流派を形式を存続させることに主眼が置かれ、独自の技術や新流派の発展は見られなくなった。この時期に剣術と同様に稽古用の防具が製作されたが、実践的な稽古に使うものではなかった。また他流試合も無かった。
この風潮が変化するのは化政期以降である。実用速習が重んじられ、相面仕合と呼ばれる双方が防具を付ける形式が普及して、他流仕合も頻繁に行われた。だがこの風潮はそれまでの流派が保持していた伝統特色を薄めることとなった。

### 明治以降
明治維新により江戸幕府が倒れると、他の武芸と同じく槍術も打撃を受けたが、その影響は特に深刻であった。武士の名誉の証となっていた槍は、武士の消失とともにその立場を失い、さらに長大な得物が体育実技として不向きで無用の長物とされ、一般に広く普及しなかったのである。また、槍術はその戦闘力の高さから主として上級武士の嗜みとされ、相対的に習伝者の数が少なかったという理由もある。大日本武徳会にも多数が参加していたが、指導者の高齢化のため槍術中心の流派は、明治から昭和にかけて多くが失伝、断絶した。現代に残ったのは、貫流（尾張貫流）、佐分利流、風傳流、宝蔵院流高田派等のみであった。
ただし、槍術中心ではないものの、槍術を含む総合武術の流派は香取神道流や馬庭念流などが残っている。
また槍術は銃剣術に取り入れられた。明治20年（1887年）、日本陸軍は、宝蔵院流や佐分利流などの日本の伝統的な槍術を元にした日本式の銃剣術を制定し、それまで行われていたフランス陸軍式銃剣術を廃した。旧日本軍の銃剣術は、太平洋戦争後に競技武道の銃剣道となり、現在も陸上自衛隊と航空自衛隊において、自衛隊銃剣格闘とともに訓練されている。
なお、三国志では、趙雲が『涯角槍』という九尺にわたる槍の名手として言い伝えられている。

## 流派
素槍（直槍）を遣う流派
- 大島流
  - 種田流（十文字槍や鍵槍を使う技も一部ある）
- 竹内流
  - 風伝流
- 香取神道流（飯篠流）
  - 鹿島新当流
    - 新陰疋田流（十文字槍や鍵槍を使う技も一部ある）
      - 一貫流

    - 天流
      - 新天流

    - 本間流（本間新当流）
    - 一端流
    - 五坪流
      - 慶増流
        - 以心流
- 内蔵助流
  - 船津流
- 高木流
- 無辺流
- 自得院流
- 正智流

流派の表武器術以外に素槍があるもの
- 馬庭念流
- 穴沢流
- 中条流
  - 富田流
    - 戸田派武甲流
- 立身流
- 鹿島神流

鎌槍（十文字槍）を遣う流派
- 宝蔵院流（胤栄伝）
  - 宝蔵院流中村派
    - 宝蔵院流高田派

  - 宝蔵院流松崎派
    - 加来流

  - 姉川流
  - 法蔵院流（宝蔵院流長谷川派）
  - 胤舜伝
    - 宝蔵院流礒野派（宝蔵院流主馬派）
      - 宝蔵院流下石派
        - 宝蔵院流旅川派

鍵槍を遣う流派
- 富田流
  - 内海流
  - 佐分利流
    - 円智流
    - 木下流
    - 佐分流
- 樫原流
  - 本心鏡智流
  - 天真正流
  - 改撰流
- 大内流

管槍を遣う流派
- 伊東流（建孝流）
  - 福沢流
  - 離相流
    - 戸山流

  - 虎尾流
    - 貫流（尾張貫流）
    - 打水流
      - 天淵流
        - 円元流

    - 行覚流

  - 日下一旨流
    - 一旨流
- 妙見自得流
- 自得記流
- 空玄流

流派の表武器術以外に管槍があるもの
- 當田流

## 槍で有名な人物
賤ヶ岳の七本槍
- 加藤清正
- 福島正則
- 片桐且元
- 脇坂安治
- 糟屋武則
- 加藤嘉明
- 平野長泰

その他
- 前田利家
- 前田利益
- 亀井茲矩
- 本多忠勝
- 森長可
- 母里友信
- 森可成
- 可児吉長
- 宝蔵院胤栄
- 大島吉綱
- 三吉慎蔵
- 上泉信綱
- 高橋泥舟
- 谷三十郎
- 原田左之助
- 松田秀彦
- 石田和外
- 鍵田忠兵衛
- 渡辺守綱